# Matebian
Der Matebian (Mata Bia, Maté Bian, Mount Matebian, Gunung Boica, Gunung Mata Bia, Gunung Matabai, Meme Malabia, Malobu, 2376 m) ist der zweithöchste Berg von Osttimor. Sein Name bedeutet „Berg der Seelen“ oder „Berg der Toten“. Der Berg gilt vielen als heilig, da hier die Geister der Vorfahren leben sollen. Ein anderer Name für den Berg ist bei den Makasae „Bere (groß) Meta“ (schwarz).

## Geographie und Aufstieg
Der Berg liegt im Osten des Verwaltungsamtes Quelicai, im Süden der Gemeinde Baucau. Er hat zwei Gipfel: Den Matebian Mane (deutsch Matebian der Männer, makasae: Asukai) am Grenzpunkt der Sucos Hae Coni, Letemumo und Bualale sowie nördlich den Matebian Feto (deutsch Matebian der Frauen, makasae: Tufurai), wo sich die Sucos Uaitame, Guruça und Hae Coni treffen. Den niedrigeren Matebian Feto erreicht man am besten von Quelicai aus. Um zum Matebian Mane zu gelangen, muss man zuerst zum Dorf Osso Huna, sechs Kilometer südlich von Baguia. Von dort braucht man eine halbe Stunde zu Fuß zum Dorf Uaiboro (Oeiburu, im Suco Hae Coni), von wo aus der Aufstieg beginnt. Meist ruht man zunächst noch in Zelten, um nachts auf den Berg zu gelangen und den Sonnenaufgang auf dem Gipfel zu erleben. Man benötigt etwa zweieinhalb Stunden bis zum Gipfel. Von hier aus kann man die Nord- und die Südküste Timors sehen. Die Reisezeit liegt zwischen August und Oktober.
Das Massiv bildet eine jener großen Klippen im Landesinneren, welche die Einheimischen fatu nennen. Aufgrund seiner isolierten Lage dominiert der Berg diesen Teil der Insel und kann sogar von der Nordküste aus noch gesehen werden. Zum Matebian-Massiv gehört auch der Boicau (2100 m).
Auffällig sind auf dem Berg hochragende Kalkfelsnadeln und andere Formationen, so auf 2080 m auf dem Matebian Feto und am Gipfel des Matebian Mane. Auf dem Gipfel des Matebian Mane steht seit 1993 eine Jesusstatue (Cristo Rei), die jeden Oktober und zu Allerheiligen von Tausenden Pilgern besucht wird. Danach ist der Weg hinauf aufgrund der Regenzeit bis Februar geschlossen.
Seit 2000 sind die Gipfel des Matebian mit dem gesamten Gebiet über 2000 m Höhe und dem umliegenden Wald ein Wildschutzgebiet. Am Berg finden sich große Mengen an Mangan.

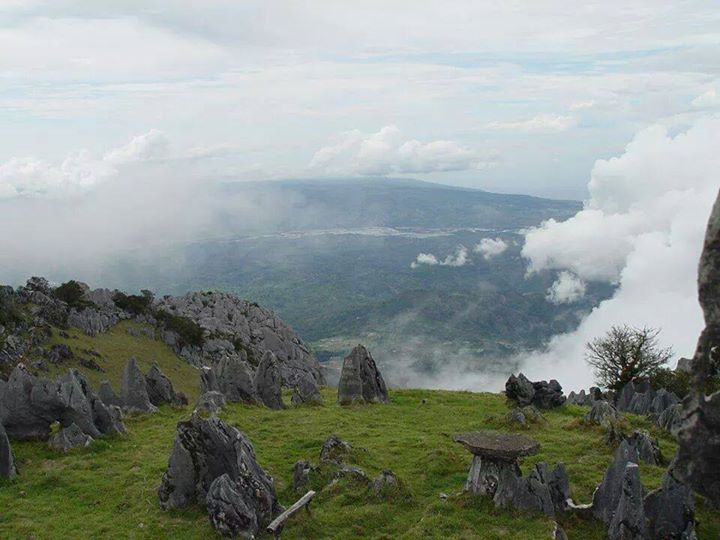
Am Matebian
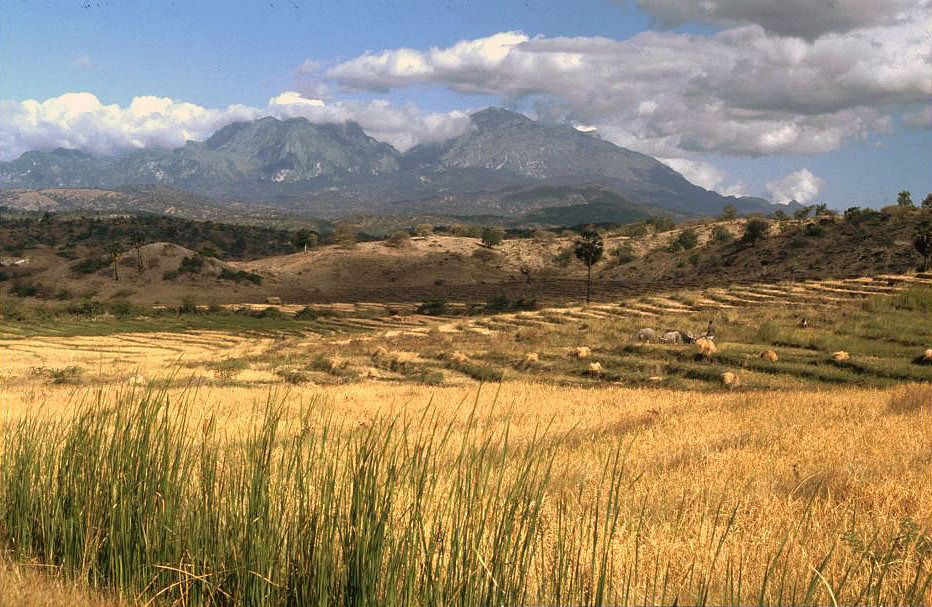
Abgeerntete Reisfelder im Vordergrund des Matebian-Massivs
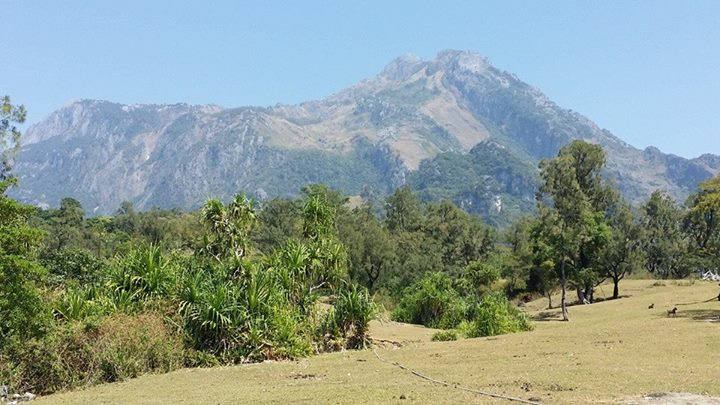
Blick von Baguia

## Geschichte

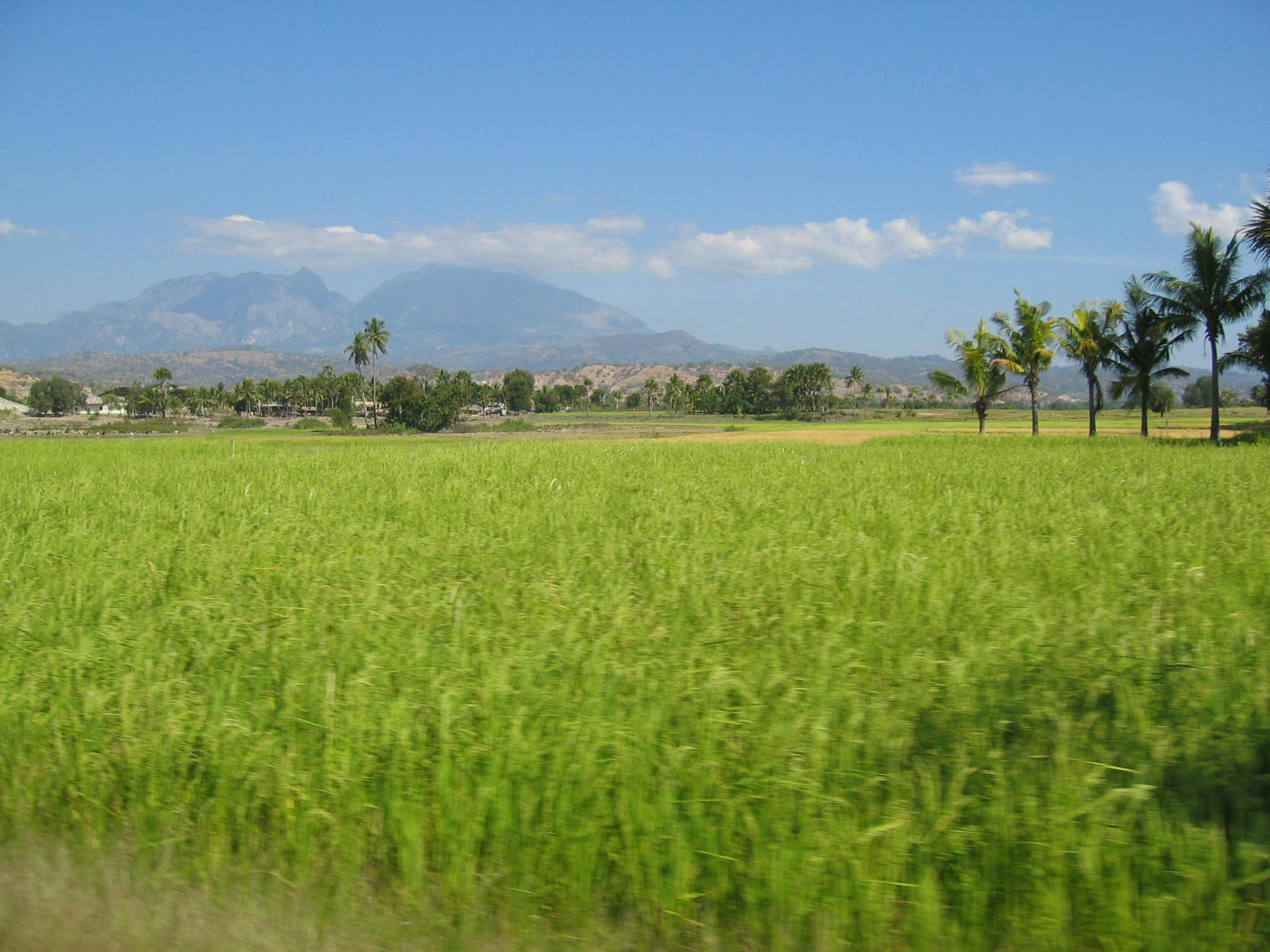
Der Matebian in der Regenzeit

Der Berg und seine Umgebung waren das letzte große Widerstandszentrum der FALINTIL (base de apoio). Ab 1977 wurden evakuierte Zivilisten in neuen Dörfern um den Matebian nach ihrer Herkunft angesiedelt. Sie kamen aus Tequinaumata, Samalari, Bole Ha (Suco Soba), Guruça, Afaçá und Namanei (Gemeinde Baucau) und Benamauc, Camea und Fatuahi (Camea). Der politische Kommissar Abel Larisina und sein Adjutant Xanana Gusmão konnten zunächst die Versorgung der Bevölkerung mit Lebensmitteln organisieren. Mitte 1977 verschlechterte sich die Situation als Flüchtlinge vom Builo am Matebian eintrafen. Es gab Opfer durch Hunger und Krankheit. Nahrungsmittel wurden der Bevölkerung zugunsten der FALINTIL-Kämpfern vorbehalten. Im Oktober 1978 begannen die Angriffe auf die Basis. Die Widerstandskämpfer und Zivilisten wurden zwei Wochen lang aus der Luft bombardiert. Auch von See aus erfolgte der Beschuss, während die Armee langsam vorrückte. Täglich kamen 20 bis 30 Menschen ums Leben. Am 24. November wurden die FALINTIL im Rahmen der Operation Seroja von den indonesischen Invasoren überrannt. Am 25. November kapitulierte man. Die Gefangenen wurden in ein Transit camp interniert und nach FALINTIL-Kämpfern und Zivilisten getrennt. Viele verschwanden spurlos, die anderen wurden später auf größere Camps wie in Quelicai verlegt. Noch heute kann man am Berg Höhlen besichtigen, die den Widerstandskämpfern als Unterschlupf dienten.